# Komaki
Komaki (小牧市, Komaki-shi) est une ville située dans la préfecture d'Aichi, sur l'île de Honshū, au Japon.

## Géographie

### Situation
Komaki est située dans l'agglomération de Nagoya, dans la partie nord de la préfecture d'Aichi, au Japon.

### Démographie
En 2010, la population de Komaki était de 149 090 habitants, répartis sur une superficie de 62,82 km2. En octobre 2021, elle était de 151 358 habitants.

### Topographie

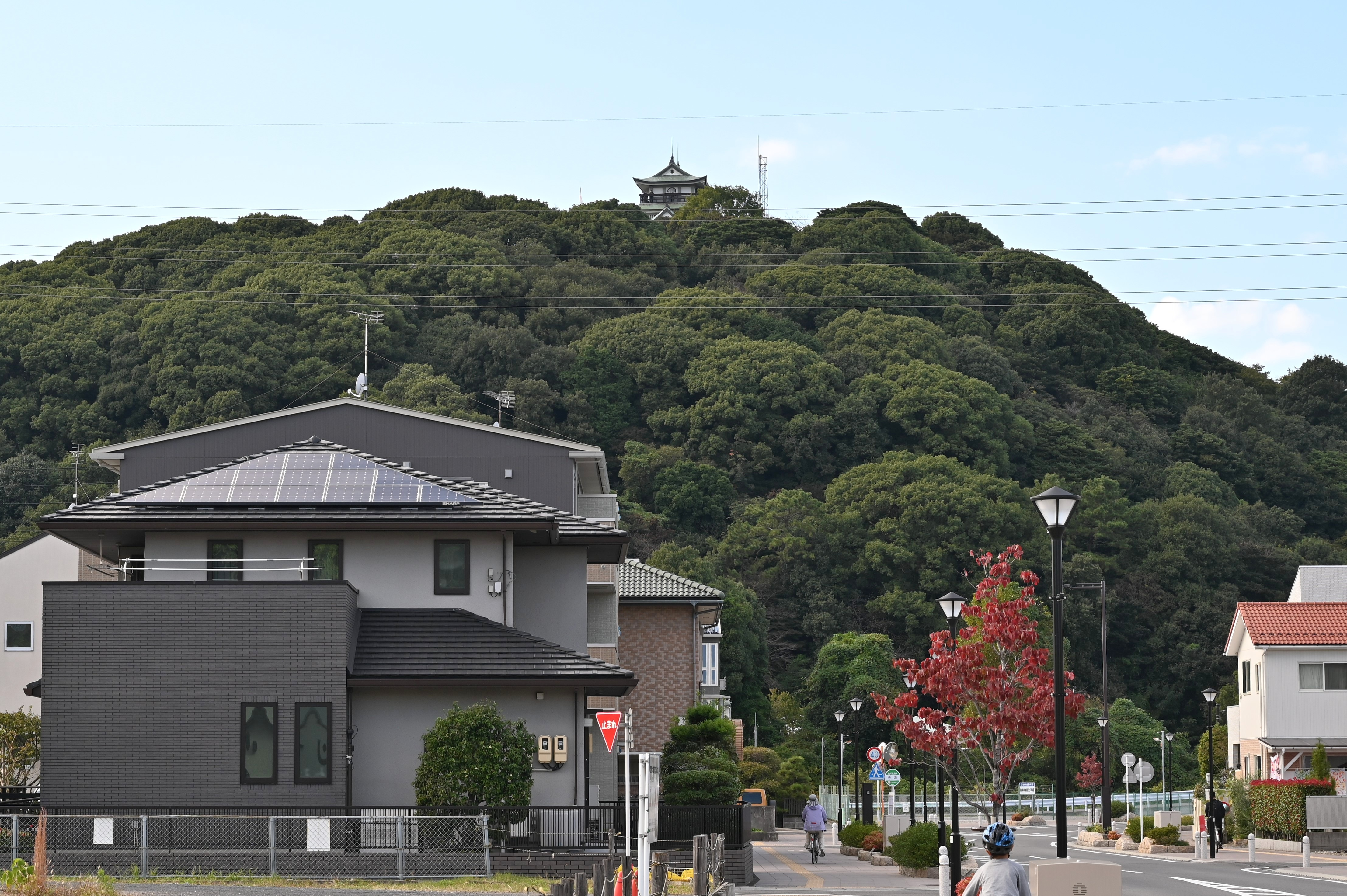
Vue du mont Komaki.

Près du centre-ville de Komaki se dresse le mont Komaki au sommet duquel trône une reconstitution du château de Komakiyama.

## Histoire
Pendant l'époque Sengoku, Oda Nobunaga a utilisé le château de Komakiyama comme quartier général à partir duquel il a lancé son invasion de la province de Mino. La zone entourant le mont Komaki a été le site de la bataille de Komaki et Nagakute en 1584.
Le bourg moderne de Komaki a été fondé le 16 juillet 1906. Il obtient le statut de ville le 1er janvier 1955.

## Culture locale et patrimoine
- Musée d'art Menard

## Transports
L'aéroport de Nagoya se situe à Komaki et Kasugai. Cet aéroport fut longtemps l'aéroport principal de l'agglomération de Nagoya jusqu'à l'inauguration de l'aéroport international du Chūbu. Son trafic a sensiblement réduit depuis l'ouverture de ce dernier.
La ville est desservie par la ligne Komaki de la compagnie Meitetsu.

## Symboles municipaux
Les symboles municipaux de Komaki sont l'azalée et le laurier[Lequel ?].

## Jumelages
Komaki est jumelée avec :
- Wyandotte (États-Unis),
- Anyang (Corée du Sud),
- Yakumo (Japon).